# Marco Parolo
Marco Parolo (ur. 25 stycznia 1985 w Gallarate) – były włoski piłkarz, grający na pozycji pomocnika.

## Kariera klubowa
Parolo rozpoczynał karierę w klubie Calcio Como. Następnie występował w AC Pistoiese, Foligno Calcio i Hellas Werona. W 2009 roku podpisał umowę z AC Cesena, z którą wywalczył awans do Serie A. Po degradacji zespołu Parolo w 2012 roku zmienił klub, zostając zawodnikiem Parma F.C.
W 2014 roku zostaje wykupiony przez S.S Lazio za kwotę 4,5 miliona euro. Z klubem wygrywa rozgrywki o Puchar Włoch oraz Superpuchar Włoch.
1 czerwca 2021 roku zakończył piłkarską karierę.
| Sezon   | Klub           | Rozgrywki | Mecze | Bramki |
| ------- | -------------- | --------- | ----- | ------ |
| 2004/05 | Como 1907      | Serie C   | 31    | 3      |
| 2005/06 | AC Pistoiese   | Serie C   | 24    | 1      |
| 2006/07 | AC Pistoiese   | Serie C   | 28    | 2      |
| 2007/08 | Foligno Calcio | Serie C   | 29    | 3      |
| 2008/09 | Hellas Werona  | Serie C   | 32    | 4      |
| 2009/10 | AC Cesena      | Serie B   | 36    | 5      |
| 2010/11 | AC Cesena      | Serie A   | 37    | 5      |
| 2011/12 | AC Cesena      | Serie A   | 31    | 1      |
| 2012/13 | Parma F.C.     | Serie A   | 36    | 3      |
| 2013/14 | Parma F.C.     | Serie A   | 36    | 8      |
| 2014/15 | S.S. Lazio     | Serie A   | 34    | 10     |
| 2015/16 | S.S. Lazio     | Serie A   | 31    | 3      |
| 2016/17 | S.S. Lazio     | Serie A   | 34    | 5      |
| 2017/18 | S.S. Lazio     | Serie A   | 31    | 4      |
| 2018/19 | S.S. Lazio     | Serie A   | 34    | 4      |
| 2019/20 | S.S. Lazio     | Serie A   | 29    | 1      |
| 2020/21 | S.S. Lazio     | Serie A   | 18    | 0      |

## Kariera reprezentacyjna
Parolo w reprezentacji Włoch zadebiutował 29 marca 2011 roku w towarzyskim meczu przeciwko Ukrainie. Na boisku pojawił się w 88 minucie. Jak dotychczas zaliczył 36 występów w kadrze (stan na 15 maja 2019 roku).
| Mecze i gole w reprezentacji | Mecze i gole w reprezentacji | Mecze i gole w reprezentacji | Mecze i gole w reprezentacji | Mecze i gole w reprezentacji | Mecze i gole w reprezentacji | Mecze i gole w reprezentacji |
| #                            | Data                         | Stadion                      | Rywal                        | Wynik                        | Gol                          | Rozgrywki                    |
| 2011                         | 2011                         | 2011                         | 2011                         | 2011                         | 2011                         | 2011                         |
| ---------------------------- | ---------------------------- | ---------------------------- | ---------------------------- | ---------------------------- | ---------------------------- | ---------------------------- |
| 1.                           | 29.03.2011                   | Kijów, Ukraina               | Ukraina                      | 2:0                          | 0                            | towarzyski                   |
| 2013                         |                              |                              |                              |                              |                              |                              |
| 2.                           | 18.11.2013                   | Londyn, Anglia               | Nigeria                      | 2:2                          | 0                            | towarzyski                   |
| 2014                         |                              |                              |                              |                              |                              |                              |
| 3.                           | 31.05.2014                   | Londyn, Anglia               | Irlandia                     | 0:0                          | 0                            | towarzyski                   |
| 4.                           | 04.06.2014                   | Perugia, Włochy              | Luksemburg                   | 1:1                          | 0                            | towarzyski                   |
| 5.                           | 14.06.2014                   | Manaus, Brazylia             | Anglia                       | 2:1                          | 0                            | MŚ Brazylia 2014             |
| 6.                           | 24.06.2014                   | Lagoa Nova, Brazylia         | Urugwaj                      | 0:1                          | 0                            | MŚ Brazylia 2014             |

## Sukcesy

### S.S. Lazio
- Superpuchar Włoch: 2017/18, 2019/20
- Puchar Włoch: 2018/2019